# Tour de Francia 1971
El 58.º Tour de Francia se disputó entre el 26 de junio y el 18 de julio de 1971 con un recorrido de 	
3608 km dividido en un prólogo y 20 etapas de las que la primera etapa constó de tres sectores y la sexta y la decimosexta estuvieron divididas en dos sectores.
Participaron 130 ciclistas repartidos en 13 equipos de 10 corredores de los que solo lograron llegar a París 94 ciclistas, destacando en esta faceta el equipo Molteni que logró finalizar la prueba con todos sus integrantes.
Luis Ocaña, que en la 11.ª etapa había logrado distanciar a casi 9 minutos al gran favorito a la victoria final, el belga Eddy Merckx, sufriría en el transcurso de la 14.ª etapa una grave caída en el descenso del Col de Menté que le obligó a abandonar dejando expedito el camino para que Merckx logrará su tercer Tour consecutivo.
En esta edición se realiza por primera vez un traslado aéreo cuando al finalizar la 12.ª etapa en Marsella, los ciclistas fueron trasladados a Albi donde habría de disputarse una contrarreloj. Otras novedades de este Tour fueron la introducción de las bonificaciones en las metas volantes y en la meta, y que el prólogo se disputara en la modalidad de contrarreloj por equipos.
El vencedor cubrió la prueba a una velocidad media de 37,290 km/h.

## Etapas
| Etapa    | Fecha  | Recorrido                       | Distancia (km) | Ganador                  | Líder            |
| -------- | ------ | ------------------------------- | -------------- | ------------------------ | ---------------- |
| Prólogo  | 26 jun | Mulhouse                        | 11 (CRE)       | Molteni                  | Eddy Merckx      |
| 1.ª (1)  | 27jun  | Mulhouse- Basilea               | 59,5           | Eric Leman               | Marinus Wagtmans |
| 1.ª (2)  | 27 jun | Basilea- Friburgo de Brisgovia  | 90             | Gerben Karstens          | Eddy Merckx      |
| 1.ª (3)  | 27 jun | Friburgo de Brisgovia-Mulhouse  | 74             | Albert Van Vlierberghe   | Eddy Merckx      |
| 2.ª      | 27 jun | Mulhouse-Estrasburgo            | 144            | Eddy Merckx              | Eddy Merckx      |
| 3.ª      | 28 jun | Estrasburgo-Nancy               | 165.5          | Marinus Wagtmans         | Eddy Merckx      |
| 4.ª      | 29 jun | Nancy-Marche-en-Famenne         | 242            | Jean-Pierre Genet        | Eddy Merckx      |
| 5.ª      | 30 jun | Dinant-Roubaix                  | 208.5          | Pietro Guerra            | Eddy Merckx      |
| 6.ª (1)  | 1jul   | Roubaix-Amiens                  | 127.5          | Eric Leman               | Eddy Merckx      |
| 6.ª (2)  | 2 jul  | Amiens-Le Touquet               | 133.5          | Mauro Simonetti          | Eddy Merckx      |
| 7.ª      | 4 jul  | Rungis-Nevers                   | 257.5          | Eric Leman               | Eddy Merckx      |
| 8.ª      | 5 jul  | Nevers-Puy de Dôme              | 221            | Luis Ocaña               | Eddy Merckx      |
| 9.ª      | 6 jul  | Clermont-Ferrand-Saint-Étienne  | 153            | Walter Godefroot         | Eddy Merckx      |
| 10.ª     | 7 jul  | Saint-Étienne-Grenoble          | 188.5          | Bernard Thévenet         | Joop Zoetemelk   |
| 11.ª     | 8 jul  | Grenoble-Orcières-Merlette      | 134            | Luis Ocaña               | Luis Ocaña       |
| 12.ª     | 9 jul  | Orcières-Merlette-Marseille     | 251            | Luciano Armani           | Luis Ocaña       |
| 13.ª     | 11 jul | Albi-Albi                       | 16.5 (CR)      | Eddy Merckx              | Luis Ocaña       |
| 14.ª     | 12 jul | Revel-Luchon                    | 214.5          | José Manuel Fuente       | Eddy Merckx      |
| 15.ª     | 13 jul | Luchon-Superbagnères            | 19.5           | José Manuel Fuente       | Eddy Merckx      |
| 16.ª (1) | 14 jul | Luchon-Gourette/Les Eaux Bonnes | 145            | Bernard Labourdette      | Eddy Merckx      |
| 16.ª (2) | 14 jul | Gourette/Les Eaux Bonnes-Pau    | 57.5 (CR)      | Herman Van Springel      | Eddy Merckx      |
| 17.ª     | 15 jul | Mont-de-Marsan-Burdeos          | 188            | Eddy Merckx              | Eddy Merckx      |
| 18.ª     | 16 jul | Burdeos-Poitiers                | 244            | Jean-Pierre Danguillaume | Eddy Merckx      |
| 19.ª     | 17 jul | Blois-Versalles                 | 185            | Jan Krekels              | Eddy Merckx      |
| 20.ª     | 18 jul | Versalles-París                 | 54 (CR)        | Eddy Merckx              | Eddy Merckx      |

CR = Contrarreloj individual
CRE = Contrarreloj por equipos

## Clasificación general
| Clasificación xxxx |                      |                           |                  |
| Ciclista           | Ciclista             | Equipo                    | Tiempo           |
| ------------------ | -------------------- | ------------------------- | ---------------- |
| 1.º                | Eddy Merckx          | Molteni                   | 96 h 45 min 14 s |
| 2.º                | Joop Zoetemelk       | Flandria-Mars             | + 9 min 51 s     |
| 3.º                | Lucien Van Impe      | Sonolor-Lejeune           | + 11 min 06 s    |
| 4.º                | Bernard Thévenet     | Peugeot-BP-Michelin       | + 14 min 50 s    |
| 5.º                | Joaquim Agostinho    | Hoover-de Gribaldy-Wolber | + 21 min 00 s    |
| 6.º                | Leif Mortensen       | Bic                       | + 21 min 38 s    |
| 7.º                | Cyrille Guimard      | Fagor-Mercier-Hutchinson  | + 22 min 58 s    |
| 8.º                | Bernard Labourdette  | Bic                       | + 30 min 07 s    |
| 9.º                | Lucien Aimar         | Sonolor-Lejeune           | + 32 min 45 s    |
| 10.º               | Vicente López Carril | Kas-Kaskol                | + 36 min 00 s    |